# Konrad Hari
Konrad Hari, né le 8 février 1978 à Adelboden, est un skieur alpin suisse qui a mis fin à sa carrière sportive à la fin de la saison 2008.

## Coupe du Monde
- Meilleur classement final: 77e en 2005.
- Meilleur résultat: 10e.